# ثالوثية
ثالوثية (الاسم العلمي Triadica)، هو جنس نباتي من فصيلة الفربيونية وصف لأول مرة جنسًا في عام 1790. موطنه الأصلي هو شرق وجنوب شرق وجنوب آسيا.
يشتق اسم جنس Triadica من الكلمة اليونانية القديمة "triad" التي تعني (ثلاثي، ثالوث)، التي تشير إلى الفاكهة ذات الفصوص الثلاثة.
الأنواع المشمولة هي
1. Triadica cochinchinensis Lour. - الصين (آنهوي، فوجيان، قوانغدونغ، قوانغشي، قويتشو، هاينان، هوبي، هونان، جيانغشي، سيتشوان، تايوان، يونان، تشجيانغ)، كمبوديا، آسام، بنغلاديش، بوتان، نيبال، جبال الهيمالايا في شرق وشمال الهند، بورنيو، سولاويزي، سومطرة، لاوس، ماليزيا، ميانمار، الفلبين، تايلاند، فيتنام
2. Triadica rotundifolia (Hemsl.) Esser - قوانغدونغ
3. شجرة الصابون الصينية (L.) Small - الصين (آنهوي، فوجيان، قانسو، قوانغدونغ، قوانغشي، قويتشو، هاينان، هوبى، جيانغشي، جيانغسو، شنشي، شاندونغ، سيتشوان، تايوان، يونان، تشجيانغ)، اليابان؛ , بورتوريكو، جنوب شرق + كارولينا الجنوبية في الولايات المتحدة الأمريكية، وادي ساكرامينتو في شمال كاليفورنيا.[5]

الأنواع التي تم تضمينها سابقًا في جنس الثالوثية ولكن نُقلت إلى جنس نيوشيراكيا (Neoshirakia):
- Triadica japonica (Siebold & Zucc.) Baill. - Neoshirakia japonica (Siebold & Zucc.) Esser